# Liste der Kulturdenkmale in Berlin-Mitte/Alt-Berlin
Auf dieser Seite sind die Kulturdenkmale im Stadtviertel Alt-Berlin im Berliner Ortsteil Mitte aufgelistet. Diese Tabelle ist Teil der Liste der Kulturdenkmale in Berlin-Mitte. Grundlage ist die Denkmalliste des Landes Berlin, die auf Basis des Berliner Denkmalschutzgesetzes erstmals am 28. September 1995 bekannt gemacht wurde und seither durch das Landesdenkmalamt Berlin geführt und aktualisiert wird.

## Denkmalbereiche (Ensembles)
| Nr.      | Lage | Offizielle Bezeichnung | Bestandteile / Beschreibung | Bild                                                                  |
| -------- | --- | --- | --- | --------------------------------------------------------------------- |
| 09011313 | Anna-Louisa-Karsch-Straße 1, 4, 7/9 Burgstraße 26–27 Garnisonkirchplatz 1 Spandauer Straße 1 (Lage)                                                                                           | Ensemble Burgstraße, Miets-, Fabrik- und Geschäftshäuser, öffentliche und kirchliche Gebäude Baudenkmale siehe: Anna-Louisa-Karsch-Straße 7, 9 Burgstraße 26 Spandauer Straße 1, Heiliggeistkapelle | Weitere Bestandteile des Ensembles: | Weitere Bestandteile des Ensembles:                                   |
| 09011313 | Anna-Louisa-Karsch-Straße 1, 4, 7/9 Burgstraße 26–27 Garnisonkirchplatz 1 Spandauer Straße 1 (Lage)                                                                                           | Ensemble Burgstraße, Miets-, Fabrik- und Geschäftshäuser, öffentliche und kirchliche Gebäude Baudenkmale siehe: Anna-Louisa-Karsch-Straße 7, 9 Burgstraße 26 Spandauer Straße 1, Heiliggeistkapelle | 09011317 – Anna-Louisa-Karsch-Straße 1, Mietshaus, um 1796, Umbauten 1846 und 1885 | Frontalansicht des Hauses Anna-Louisa-Karsch-Straße 1 in Berlin-Mitte |
| 09011313 | Anna-Louisa-Karsch-Straße 1, 4, 7/9 Burgstraße 26–27 Garnisonkirchplatz 1 Spandauer Straße 1 (Lage)                                                                                           | Ensemble Burgstraße, Miets-, Fabrik- und Geschäftshäuser, öffentliche und kirchliche Gebäude Baudenkmale siehe: Anna-Louisa-Karsch-Straße 7, 9 Burgstraße 26 Spandauer Straße 1, Heiliggeistkapelle | 09011318 – Burgstraße 26, Geschäftshaus, 1910 |                                                                       |
| 09011313 | Anna-Louisa-Karsch-Straße 1, 4, 7/9 Burgstraße 26–27 Garnisonkirchplatz 1 Spandauer Straße 1 (Lage)                                                                                           | Ensemble Burgstraße, Miets-, Fabrik- und Geschäftshäuser, öffentliche und kirchliche Gebäude Baudenkmale siehe: Anna-Louisa-Karsch-Straße 7, 9 Burgstraße 26 Spandauer Straße 1, Heiliggeistkapelle | 09011319 – Burgstraße 27, Geschäftshaus, um 1900 |                                                                       |
| 09011313 | Anna-Louisa-Karsch-Straße 1, 4, 7/9 Burgstraße 26–27 Garnisonkirchplatz 1 Spandauer Straße 1 (Lage)                                                                                           | Ensemble Burgstraße, Miets-, Fabrik- und Geschäftshäuser, öffentliche und kirchliche Gebäude Baudenkmale siehe: Anna-Louisa-Karsch-Straße 7, 9 Burgstraße 26 Spandauer Straße 1, Heiliggeistkapelle | 09011316 – Garnisonkirchplatz 1, Fabrikgebäude im Hof, 1888 |                                                                       |
| 09011266 | Nikolaiviertel Am Nußbaum 3, 5–10 Nikolaikirchplatz 4–7 Poststraße 2-8, 11-19, 21-23, 25, 28, 30 Propststraße 1, 3-4, 7-11 Rathausstraße 17/25 Spandauer Straße 25/29 Spreeufer 1-4, 6 (Lage) | Nikolaiviertel, Wohn- und Geschäftshäuser, Kirche Gesamtanlagen siehe: Kupfergraben Nikolaiviertel (Wohngebiet am Marx-Engels-Forum) Baudenkmale siehe: Nikolaikirchplatz, Nikolaikirche Poststraße, Allegorie der Wissenschaft...;4-5; 16; 23 Propststraße, Denkmal Hl. Georg Spreeufer, Löwen... Bodendenkmal siehe: Nikolaikirchplatz, Nikolaikirche | Weitere Bestandteile des Ensembles: | Weitere Bestandteile des Ensembles:                                   |
| 09011266 | Nikolaiviertel Am Nußbaum 3, 5–10 Nikolaikirchplatz 4–7 Poststraße 2-8, 11-19, 21-23, 25, 28, 30 Propststraße 1, 3-4, 7-11 Rathausstraße 17/25 Spandauer Straße 25/29 Spreeufer 1-4, 6 (Lage) | Nikolaiviertel, Wohn- und Geschäftshäuser, Kirche Gesamtanlagen siehe: Kupfergraben Nikolaiviertel (Wohngebiet am Marx-Engels-Forum) Baudenkmale siehe: Nikolaikirchplatz, Nikolaikirche Poststraße, Allegorie der Wissenschaft...;4-5; 16; 23 Propststraße, Denkmal Hl. Georg Spreeufer, Löwen... Bodendenkmal siehe: Nikolaikirchplatz, Nikolaikirche | 09011268 – Poststraße 12 / Spreeufer 3, Wohn- und Geschäftshaus, 1893–1894. |                                                                       |
| 09011266 | Nikolaiviertel Am Nußbaum 3, 5–10 Nikolaikirchplatz 4–7 Poststraße 2-8, 11-19, 21-23, 25, 28, 30 Propststraße 1, 3-4, 7-11 Rathausstraße 17/25 Spandauer Straße 25/29 Spreeufer 1-4, 6 (Lage) | Nikolaiviertel, Wohn- und Geschäftshäuser, Kirche Gesamtanlagen siehe: Kupfergraben Nikolaiviertel (Wohngebiet am Marx-Engels-Forum) Baudenkmale siehe: Nikolaikirchplatz, Nikolaikirche Poststraße, Allegorie der Wissenschaft...;4-5; 16; 23 Propststraße, Denkmal Hl. Georg Spreeufer, Löwen... Bodendenkmal siehe: Nikolaikirchplatz, Nikolaikirche | Spreeufer 3: Im Erdgeschoss befindet sich die Zillestube. | Im Eckhaus befindet sich die Zillestube.                              |
| 09011266 | Nikolaiviertel Am Nußbaum 3, 5–10 Nikolaikirchplatz 4–7 Poststraße 2-8, 11-19, 21-23, 25, 28, 30 Propststraße 1, 3-4, 7-11 Rathausstraße 17/25 Spandauer Straße 25/29 Spreeufer 1-4, 6 (Lage) | Nikolaiviertel, Wohn- und Geschäftshäuser, Kirche Gesamtanlagen siehe: Kupfergraben Nikolaiviertel (Wohngebiet am Marx-Engels-Forum) Baudenkmale siehe: Nikolaikirchplatz, Nikolaikirche Poststraße, Allegorie der Wissenschaft...;4-5; 16; 23 Propststraße, Denkmal Hl. Georg Spreeufer, Löwen... Bodendenkmal siehe: Nikolaikirchplatz, Nikolaikirche | 09011269 – Poststraße 13–14, Geschäftshaus, um 1895, Umbau 1935 von Paul Baumgarten |                                                                       |
| 09011266 | Nikolaiviertel Am Nußbaum 3, 5–10 Nikolaikirchplatz 4–7 Poststraße 2-8, 11-19, 21-23, 25, 28, 30 Propststraße 1, 3-4, 7-11 Rathausstraße 17/25 Spandauer Straße 25/29 Spreeufer 1-4, 6 (Lage) | Nikolaiviertel, Wohn- und Geschäftshäuser, Kirche Gesamtanlagen siehe: Kupfergraben Nikolaiviertel (Wohngebiet am Marx-Engels-Forum) Baudenkmale siehe: Nikolaikirchplatz, Nikolaikirche Poststraße, Allegorie der Wissenschaft...;4-5; 16; 23 Propststraße, Denkmal Hl. Georg Spreeufer, Löwen... Bodendenkmal siehe: Nikolaikirchplatz, Nikolaikirche | 09011271 – Poststraße 21–22 / Nikolaikirchplatz 3, Geschäftshaus, um 1870, Wiederaufbau 1956–1957 |                                                                       |
| 09011266 | Nikolaiviertel Am Nußbaum 3, 5–10 Nikolaikirchplatz 4–7 Poststraße 2-8, 11-19, 21-23, 25, 28, 30 Propststraße 1, 3-4, 7-11 Rathausstraße 17/25 Spandauer Straße 25/29 Spreeufer 1-4, 6 (Lage) | Nikolaiviertel, Wohn- und Geschäftshäuser, Kirche Gesamtanlagen siehe: Kupfergraben Nikolaiviertel (Wohngebiet am Marx-Engels-Forum) Baudenkmale siehe: Nikolaikirchplatz, Nikolaikirche Poststraße, Allegorie der Wissenschaft...;4-5; 16; 23 Propststraße, Denkmal Hl. Georg Spreeufer, Löwen... Bodendenkmal siehe: Nikolaikirchplatz, Nikolaikirche | 09011273 – Poststraße 30, Geschäftshaus, 1905–1906 von Hart & Lesser |                                                                       |
| 09031279 | Parochialstraße 1–3 Großer Jüdenhof Jüdenstraße Klosterstraße 44 (Lage) | Hofstruktur aus dem 18. bis 20. Jahrhundert mit älterer Vorparzellierung, Großer Jüdenhof, Standort der ehemaligen Französischen Kirche und Neues Stadthaus Baudenkmal siehe: Parochialstraße 1/3 Bodendenkmal siehe: Großer Jüdenhof | siehe Einzeldenkmale |                                                                       |
| 09011333 | Rosenstraße 1, 16–19 Anna-Louisa-Karsch-Straße Heidereutergasse (Lage) | Ensemble Rosenstraße, Geschäftshäuser, ehemalige Alte Synagoge Baudenkmal siehe: Rosenstraße 16–19 Bodendenkmal siehe: Heidereutergasse | Weiterer Bestandteil des Ensembles: | Weiterer Bestandteil des Ensembles:                                   |
| 09011333 | Rosenstraße 1, 16–19 Anna-Louisa-Karsch-Straße Heidereutergasse (Lage) | Ensemble Rosenstraße, Geschäftshäuser, ehemalige Alte Synagoge Baudenkmal siehe: Rosenstraße 16–19 Bodendenkmal siehe: Heidereutergasse | 09011322 – Rosenstraße 1 / Rochstraße, Geschäftshaus, 1900 |                                                                       |
| 09011333 | Rosenstraße 1, 16–19 Anna-Louisa-Karsch-Straße Heidereutergasse (Lage) | Ensemble Rosenstraße, Geschäftshäuser, ehemalige Alte Synagoge Baudenkmal siehe: Rosenstraße 16–19 Bodendenkmal siehe: Heidereutergasse | 09040455 – Denkmal „Frauenprotest 1943“, 1995 von Ingeborg Hunzinger |                                                                       |
| 09020052 | Stralauer Straße 50–58 Am Krögel 2 Klosterstraße 59 Littenstraße 109 Molkenmarkt 1–2 Neue Jüdenstraße 1–3 Rolandufer 13-15 (Lage)                                                             | Ensemble Stralauer Straße, Verwaltungsgebäude und Geschäftshäuser Baudenkmale siehe: Klosterstraße 59 Littenstraße 109 Molkenmarkt 1-2 | Weitere Bestandteile des Ensembles: | Weitere Bestandteile des Ensembles:                                   |
| 09020052 | Stralauer Straße 50–58 Am Krögel 2 Klosterstraße 59 Littenstraße 109 Molkenmarkt 1–2 Neue Jüdenstraße 1–3 Rolandufer 13-15 (Lage)                                                             | Ensemble Stralauer Straße, Verwaltungsgebäude und Geschäftshäuser Baudenkmale siehe: Klosterstraße 59 Littenstraße 109 Molkenmarkt 1-2 | 09020053 – Neue Jüdenstraße 1–3 / Rolandufer, Geschäftshaus, 1909–1910 |                                                                       |
| 09020052 | Stralauer Straße 50–58 Am Krögel 2 Klosterstraße 59 Littenstraße 109 Molkenmarkt 1–2 Neue Jüdenstraße 1–3 Rolandufer 13-15 (Lage)                                                             | Ensemble Stralauer Straße, Verwaltungsgebäude und Geschäftshäuser Baudenkmale siehe: Klosterstraße 59 Littenstraße 109 Molkenmarkt 1-2 | 09020054 – Neue Jüdenstraße 1 / Stralauer Straße, Geschäftshaus, 1911–1913 von Felix Lindhorst |                                                                       |
| 09020052 | Stralauer Straße 50–58 Am Krögel 2 Klosterstraße 59 Littenstraße 109 Molkenmarkt 1–2 Neue Jüdenstraße 1–3 Rolandufer 13-15 (Lage)                                                             | Ensemble Stralauer Straße, Verwaltungsgebäude und Geschäftshäuser Baudenkmale siehe: Klosterstraße 59 Littenstraße 109 Molkenmarkt 1-2 | 09065287 – Rolandufer, Uferpromenade mit Uferbefestigung und ehem. Bootsanlegestelle Jannowitzbrücke, 1930er Jahre |                                                                       |
| 09010062 | Spandauer Straße Gontardstraße 7/9 Karl-Liebknecht-Straße Panoramastraße 1A, 2 Rathausstraße (Lage)                                                                                           | Ehem. Sozialistische Zentrumsfläche Gesamtanlage siehe: Gontardstraße 7/9 Baudenkmal siehe: Spandauer Straße Neptunbrunnen | 1965–1973, mit Fernsehturm und Neptunbrunnen. Entworfen und realisiert vom Kollektiv W. Herzog, H. Aust, R. Heider. Die Fläche umfasst die hexagonale Geometrie der Pavillonbauten vom Fuß des Fernsehturms, die Wasserspiele und die Grünflächen, die die Geometrie der Bauwerke aufnehmen und reicht bis zum Rondell mit dem Neptunbrunnen. Im Mittelraum bestimmen Rosenparterres, Ziergehölze sowie Linden und Ahorn das Ambiente. Die Grünflächen entstanden nach Plänen und unter Leitung von H. Matthes, E. Horn und R. Rühle. Wird ebenfalls als Park am Fernsehturm oder Umbauung Fernsehturm bezeichnet. |                                                                       |
| 09011251 | Waisenstraße 2, 3, 14, 25, 28 Klosterstraße 66–68 Littenstraße Parochialstraße (Lage) | Kirche, Stadtmauer und Wohnhäuser Baudenkmale siehe: Klosterstraße 67; 68 Waisenstraße, Stadtmauer; 2; 14 Gartendenkmale siehe: Klosterstraße 66–67 | Weitere Bestandteile des Ensembles: | Weitere Bestandteile des Ensembles:                                   |
| 09011251 | Waisenstraße 2, 3, 14, 25, 28 Klosterstraße 66–68 Littenstraße Parochialstraße (Lage) | Kirche, Stadtmauer und Wohnhäuser Baudenkmale siehe: Klosterstraße 67; 68 Waisenstraße, Stadtmauer; 2; 14 Gartendenkmale siehe: Klosterstraße 66–67 | 09011252 – Waisenstraße 14, südliches Wohngebäude, Ende 17. Jh., Umbau 1. Hälfte 18. Jh., veränderte Wiederherstellung 1961–1963 |                                                                       |
| 09011251 | Waisenstraße 2, 3, 14, 25, 28 Klosterstraße 66–68 Littenstraße Parochialstraße (Lage) | Kirche, Stadtmauer und Wohnhäuser Baudenkmale siehe: Klosterstraße 67; 68 Waisenstraße, Stadtmauer; 2; 14 Gartendenkmale siehe: Klosterstraße 66–67 | 09011254 – Waisenstraße 14 (ehem. 16), Wohngebäude, Ende 17. Jh., Umbau 1. Hälfte 18. Jh., veränderte Wiederherstellung 1961–1963 |                                                                       |
| 09011251 | Waisenstraße 2, 3, 14, 25, 28 Klosterstraße 66–68 Littenstraße Parochialstraße (Lage) | Kirche, Stadtmauer und Wohnhäuser Baudenkmale siehe: Klosterstraße 67; 68 Waisenstraße, Stadtmauer; 2; 14 Gartendenkmale siehe: Klosterstraße 66–67 | 09011259 – Waisenstraße 28, Gemeinde- und Wohnhaus der Parochialgemeinde, 1912–1913 von G. Werner |                                                                       |

## Gesamtanlage
| Nr.      | Lage | Offizielle Bezeichnung                                                                            | Beschreibung | Bild |
| -------- | --- | ------------------------------------------------------------------------------------------------- | --- | --- |
| 09011324 | Alexanderplatz Dircksenstraße (Lage) | S- und U-Bahnhof Alexanderplatz                                                                   | S-Bahnhof 1878–1882 von Johann Eduard Jacobsthal, Wiederaufbau 1963–1964 von Hans Joachim May und Günter Andrich (siehe auch Gesamtanlage Stadtbahntrasse)                                                | S-Bahnhof Friedrichstraße |
| 09011324 | Alexanderplatz Dircksenstraße (Lage) | S- und U-Bahnhof Alexanderplatz                                                                   | U-Bahnsteig der Innenstadtlinie (U2), 1911–1913 | |
| 09011324 | Alexanderplatz Dircksenstraße (Lage) | S- und U-Bahnhof Alexanderplatz                                                                   | U-Bahnsteig der GN-Bahn (U8), 1928–1930 von Alfred Grenander und Alfred Fehse | |
| 09011324 | Alexanderplatz Dircksenstraße (Lage) | S- und U-Bahnhof Alexanderplatz                                                                   | U-Bahnsteig der Linie E (U5), 1927–1930 von Alfred Grenander, Alfred Fehse und Johannes Bousset | |
| 09011324 | Alexanderplatz Dircksenstraße (Lage) | S- und U-Bahnhof Alexanderplatz                                                                   | Die acht Fliesenbilder aus dem Fußgängertunnel mit Ansichten vom Alexanderplatz aus der Porzellanmanufaktur Meißen von 1930–1968 befinden sich seit 2006 in der Sammlung der Stiftung Stadtmuseum Berlin. | |
| 09065023 | Gontardstraße 7/9 Karl-Liebknecht-Straße Panoramastraße 1A, 2 Rathausstraße Spandauer Straße (Lage)                                                                                              | Fernsehturm, Umbauung, Freiflächen Bestandteil des Ensembles: Ehem. Sozialistische Zentrumsfläche | Fernsehturm, von VE Bau- und Montagekombinat (BMK) Kohle und Energie, Betriebsteil Industrieprojektierung Berlin,                                                                                         | |
| 09065023 | Gontardstraße 7/9 Karl-Liebknecht-Straße Panoramastraße 1A, 2 Rathausstraße Spandauer Straße (Lage)                                                                                              | Fernsehturm, Umbauung, Freiflächen Bestandteil des Ensembles: Ehem. Sozialistische Zentrumsfläche | Fußumbauung, 1969–1972 von VE BMK, Ingenieurhochbau Berlin (IHB) Walter Herzog und Herbert Aust, Rolf Heider (Tragwerksplaner)                                                                            | |
| 09065023 | Gontardstraße 7/9 Karl-Liebknecht-Straße Panoramastraße 1A, 2 Rathausstraße Spandauer Straße (Lage)                                                                                              | Fernsehturm, Umbauung, Freiflächen Bestandteil des Ensembles: Ehem. Sozialistische Zentrumsfläche | Freiflächen, 1970–1973 von Dieter Bankert, Manfred Prasser und Hubert Matthes (siehe auch Baudenkmal Spandauer Straße Neptunbrunnen)                                                                      | |
| 09010141 | Nikolaiviertel Am Nußbaum 3, 5-10 Mühlendamm 5 Nikolaikirchplatz 4-7 Poststraße 2, 7, 17-19, 25, 28 Propststraße 1, 3-4, 7-11 Rathausstraße 17/25 Spandauer Straße 25/29 Spreeufer 1, 2/6 (Lage) | Nikolaiviertel, Wohngebiet am Marx-Engels-Forum                                                   | 1983–1987 von Günter Stahn, Rolf Ricken, Heinz Mehlan u. a. unter der Leitung der Baudirektion Berlin des Ministeriums für Bauwesen, Erhardt Gißke                                                        | 1983–1987 von Günter Stahn, Rolf Ricken, Heinz Mehlan u. a. unter der Leitung der Baudirektion Berlin des Ministeriums für Bauwesen, Erhardt Gißke |
| 09010141 | Nikolaiviertel Am Nußbaum 3, 5-10 Mühlendamm 5 Nikolaikirchplatz 4-7 Poststraße 2, 7, 17-19, 25, 28 Propststraße 1, 3-4, 7-11 Rathausstraße 17/25 Spandauer Straße 25/29 Spreeufer 1, 2/6 (Lage) | Nikolaiviertel, Wohngebiet am Marx-Engels-Forum                                                   | Wohnhaus und Restaurant Schwalbennest | |
| 09010141 | Nikolaiviertel Am Nußbaum 3, 5-10 Mühlendamm 5 Nikolaikirchplatz 4-7 Poststraße 2, 7, 17-19, 25, 28 Propststraße 1, 3-4, 7-11 Rathausstraße 17/25 Spandauer Straße 25/29 Spreeufer 1, 2/6 (Lage) | Nikolaiviertel, Wohngebiet am Marx-Engels-Forum                                                   | Propststraße, Wohnhäuser mit Kolonnaden und Brauhaus | |
| 09010141 | Nikolaiviertel Am Nußbaum 3, 5-10 Mühlendamm 5 Nikolaikirchplatz 4-7 Poststraße 2, 7, 17-19, 25, 28 Propststraße 1, 3-4, 7-11 Rathausstraße 17/25 Spandauer Straße 25/29 Spreeufer 1, 2/6 (Lage) | Nikolaiviertel, Wohngebiet am Marx-Engels-Forum                                                   | Hofgebäude | |
| 09010141 | Nikolaiviertel Am Nußbaum 3, 5-10 Mühlendamm 5 Nikolaikirchplatz 4-7 Poststraße 2, 7, 17-19, 25, 28 Propststraße 1, 3-4, 7-11 Rathausstraße 17/25 Spandauer Straße 25/29 Spreeufer 1, 2/6 (Lage) | Nikolaiviertel, Wohngebiet am Marx-Engels-Forum                                                   | Wohngebäude am Spreeufer | |
| 09010141 | Nikolaiviertel Am Nußbaum 3, 5-10 Mühlendamm 5 Nikolaikirchplatz 4-7 Poststraße 2, 7, 17-19, 25, 28 Propststraße 1, 3-4, 7-11 Rathausstraße 17/25 Spandauer Straße 25/29 Spreeufer 1, 2/6 (Lage) | Nikolaiviertel, Wohngebiet am Marx-Engels-Forum                                                   | Historisierter Wohnblock Am Nikolaikirchplatz | |
| 09010141 | Nikolaiviertel Am Nußbaum 3, 5-10 Mühlendamm 5 Nikolaikirchplatz 4-7 Poststraße 2, 7, 17-19, 25, 28 Propststraße 1, 3-4, 7-11 Rathausstraße 17/25 Spandauer Straße 25/29 Spreeufer 1, 2/6 (Lage) | Nikolaiviertel, Wohngebiet am Marx-Engels-Forum                                                   | Nikolaikirchplatz 29 | |
| 09010141 | Nikolaiviertel Am Nußbaum 3, 5-10 Mühlendamm 5 Nikolaikirchplatz 4-7 Poststraße 2, 7, 17-19, 25, 28 Propststraße 1, 3-4, 7-11 Rathausstraße 17/25 Spandauer Straße 25/29 Spreeufer 1, 2/6 (Lage) | Nikolaiviertel, Wohngebiet am Marx-Engels-Forum                                                   | Nikolaikirchplatz 25–27 | |
| 09010141 | Nikolaiviertel Am Nußbaum 3, 5-10 Mühlendamm 5 Nikolaikirchplatz 4-7 Poststraße 2, 7, 17-19, 25, 28 Propststraße 1, 3-4, 7-11 Rathausstraße 17/25 Spandauer Straße 25/29 Spreeufer 1, 2/6 (Lage) | Nikolaiviertel, Wohngebiet am Marx-Engels-Forum                                                   | Wohnblock südlich Am Nußbaum | |
| 09010141 | Nikolaiviertel Am Nußbaum 3, 5-10 Mühlendamm 5 Nikolaikirchplatz 4-7 Poststraße 2, 7, 17-19, 25, 28 Propststraße 1, 3-4, 7-11 Rathausstraße 17/25 Spandauer Straße 25/29 Spreeufer 1, 2/6 (Lage) | Nikolaiviertel, Wohngebiet am Marx-Engels-Forum                                                   | Wohnblock nördlich Am Nußbaum | |
| 09010141 | Nikolaiviertel Am Nußbaum 3, 5-10 Mühlendamm 5 Nikolaikirchplatz 4-7 Poststraße 2, 7, 17-19, 25, 28 Propststraße 1, 3-4, 7-11 Rathausstraße 17/25 Spandauer Straße 25/29 Spreeufer 1, 2/6 (Lage) | Nikolaiviertel, Wohngebiet am Marx-Engels-Forum                                                   | Wohnblock Rathausstraße | |
| 09010141 | Nikolaiviertel Am Nußbaum 3, 5-10 Mühlendamm 5 Nikolaikirchplatz 4-7 Poststraße 2, 7, 17-19, 25, 28 Propststraße 1, 3-4, 7-11 Rathausstraße 17/25 Spandauer Straße 25/29 Spreeufer 1, 2/6 (Lage) | Nikolaiviertel, Wohngebiet am Marx-Engels-Forum                                                   | Wohnhaus und Restaurant Rathausstraße | |
| 09010141 | Nikolaiviertel Am Nußbaum 3, 5-10 Mühlendamm 5 Nikolaikirchplatz 4-7 Poststraße 2, 7, 17-19, 25, 28 Propststraße 1, 3-4, 7-11 Rathausstraße 17/25 Spandauer Straße 25/29 Spreeufer 1, 2/6 (Lage) | Nikolaiviertel, Wohngebiet am Marx-Engels-Forum                                                   | Gerichtslaube | |
| 09010141 | Nikolaiviertel Am Nußbaum 3, 5-10 Mühlendamm 5 Nikolaikirchplatz 4-7 Poststraße 2, 7, 17-19, 25, 28 Propststraße 1, 3-4, 7-11 Rathausstraße 17/25 Spandauer Straße 25/29 Spreeufer 1, 2/6 (Lage) | Nikolaiviertel, Wohngebiet am Marx-Engels-Forum                                                   | Wohnbauten Propststraße | |
| 09010141 | Nikolaiviertel Am Nußbaum 3, 5-10 Mühlendamm 5 Nikolaikirchplatz 4-7 Poststraße 2, 7, 17-19, 25, 28 Propststraße 1, 3-4, 7-11 Rathausstraße 17/25 Spandauer Straße 25/29 Spreeufer 1, 2/6 (Lage) | Nikolaiviertel, Wohngebiet am Marx-Engels-Forum                                                   | Gaststätte Am Nußbaum | |
| 09010141 | Nikolaiviertel Am Nußbaum 3, 5-10 Mühlendamm 5 Nikolaikirchplatz 4-7 Poststraße 2, 7, 17-19, 25, 28 Propststraße 1, 3-4, 7-11 Rathausstraße 17/25 Spandauer Straße 25/29 Spreeufer 1, 2/6 (Lage) | Nikolaiviertel, Wohngebiet am Marx-Engels-Forum                                                   | Wappenbrunnen auch Gründungsbrunnen genannt, weil er auf die Entstehung von Alt-Berlin verweist | |
| 09010141 | Nikolaiviertel Am Nußbaum 3, 5-10 Mühlendamm 5 Nikolaikirchplatz 4-7 Poststraße 2, 7, 17-19, 25, 28 Propststraße 1, 3-4, 7-11 Rathausstraße 17/25 Spandauer Straße 25/29 Spreeufer 1, 2/6 (Lage) | Nikolaiviertel, Wohngebiet am Marx-Engels-Forum                                                   | Litfaßsäule, historisierender Nachbau, 1987 aufgestellt | |
| 09010141 | Nikolaiviertel Am Nußbaum 3, 5-10 Mühlendamm 5 Nikolaikirchplatz 4-7 Poststraße 2, 7, 17-19, 25, 28 Propststraße 1, 3-4, 7-11 Rathausstraße 17/25 Spandauer Straße 25/29 Spreeufer 1, 2/6 (Lage) | Nikolaiviertel, Wohngebiet am Marx-Engels-Forum                                                   | Kunst im öffentlichen Raum: Statue für Heinrich Zille; Bildhauer Gerhard Thieme | |

## Baudenkmale
| Nr.      | Lage                                                                          | Offizielle Bezeichnung                                                                                                   | Beschreibung | Bild                                                |
| -------- | ----------------------------------------------------------------------------- | --- | --- | --------------------------------------------------- |
| 09011315 | Anna-Louisa-Karsch-Straße 7 (Lage)                                            | Mietshaus Bestandteil des Ensembles: Burgstraße                                                                          | vor 1802, Umbau 1874 |                                                     |
| 09011314 | Anna-Louisa-Karsch-Straße 9 (Lage)                                            | Pfarr- und Schulhaus der Garnisonkirche Bestandteil des Ensembles: Burgstraße                                            | 1722, Aufstockung 1784 und 1825–1826 |                                                     |
| 09011318 | Burgstraße 26 (Lage)                                                          | Geschäftshaus Bestandteil des Ensembles: Burgstraße                                                                      | 1910–1911 |                                                     |
| 09011280 | Karl-Liebknecht-Straße 8 (Lage)                                               | Marienkirche | um 1270–1280, Fertigstellung Anfang 14. Jh., Erneuerung nach 1380, Umbau 1663–1666 durch Michael Matthias Smids Turmhelm, 1789–1790 von Carl Gotthard Langhans, Umbau und Restaurierung 1893–1895 von Hermann Blankenstein                                                            |                                                     |
| 09011280 | Karl-Liebknecht-Straße 8 (Lage)                                               | Marienkirche | Standbild Martin Luther, 1895 von Paul Otto und Robert Toberentz |                                                     |
| 09011265 | Klosterstraße 47 Jüdenstraße 42 Parochialstraße 2 Stralauer Straße 15 (Lage)  | Altes Stadthaus | 1902–1911 von Ludwig Hoffmann, Wiederherstellung 1960–1961 und 1964 |                                                     |
| 09011283 | Klosterstraße (Lage)                                                          | U-Bahnhof Klosterstraße                                                                                                  | 1911–1913 von Alfred Grenander |                                                     |
| 09011283 | Klosterstraße (Lage)                                                          | U-Bahnhof Klosterstraße                                                                                                  | Eingänge |                                                     |
| 09011262 | Klosterstraße 59 Rolandufer 14–15 Stralauer Straße 50 (Lage)                  | Städtisches Verwaltungsgebäude C Bestandteil des Ensembles: Stralauer Straße                                             | 1935–1939 von Richard Ermisch |                                                     |
| 09011274 | Klosterstraße 64 (Lage)                                                       | Geschäftshaus Tietz | 1904–1906 von Georg Lewy |                                                     |
| 09011257 | Klosterstraße 67 Waisenstraße 28 (Lage)                                       | Parochialkirche Bestandteil des Ensembles: Waisenstraße                                                                  | 1695–1705 nach Plänen von Johann Arnold Nering, ausgeführt von Martin Grünberg, 1713–1714 Turm nach Plänen von Jean de Bodt, ausgeführt von Philipp Gerlach, seit 1991 Restaurierung des Äußeren (siehe auch Gartendenkmal Klosterstraße 66-67)                                       |                                                     |
| 09011257 | Klosterstraße 67 Waisenstraße 28 (Lage)                                       | Parochialkirche Bestandteil des Ensembles: Waisenstraße                                                                  | Kircheninneres |                                                     |
| 09011275 | Klosterstraße 68 Parochialstraße Waisenstraße 25 (Lage)                       | Palais Podewils Bestandteil des Ensembles: Waisenstraße                                                                  | 1701–1704 von Jean de Bodt, Umbauten, Wiederaufbau 1952–1954 als „Haus der jungen Talente“, Ausbau und Erweiterung 1966–1970 |                                                     |
| 09011275 | Klosterstraße 68 Parochialstraße Waisenstraße 25 (Lage)                       | Palais Podewils Bestandteil des Ensembles: Waisenstraße                                                                  | Erweiterung, 1881 und 1886 |                                                     |
| 09011276 | Klosterstraße 73A Littenstraße (Lage)                                         | Franziskaner Klosterkirche                                                                                               | um 1300, seit 1945 Ruine |                                                     |
| 09011278 | Littenstraße 12–17 Grunerstraße (Lage)                                        | Amtsgericht I und Landgericht I                                                                                          | 1894–1904 von Otto Schmalz, Teilabriss 1969 |                                                     |
| 09011261 | Littenstraße 109 Rolandufer 13 Stralauer Straße 58 (Lage)                     | GASAG-Geschäftshaus Bestandteil des Ensembles: Stralauer Straße                                                          | 1906–1909 von Ludwig Hoffmann |                                                     |
| 09020051 | Molkenmarkt 1–3 Am Krögel 2 Mühlendamm 3 (Lage)                               | Palais Schwerin, Münze Bestandteil des Ensembles: Stralauer Straße                                                       | Palais Schwerin, 1704 von Jean de Bodt | Palais Schwerin                                     |
| 09020051 | Molkenmarkt 1–3 Am Krögel 2 Mühlendamm 3 (Lage)                               | Palais Schwerin, Münze Bestandteil des Ensembles: Stralauer Straße                                                       | Alte Münze, 1936–1942 von Fritz Keibel und Arthur Reck | Münze                                               |
| 09020051 | Molkenmarkt 1–3 Am Krögel 2 Mühlendamm 3 (Lage)                               | Palais Schwerin, Münze Bestandteil des Ensembles: Stralauer Straße                                                       | Fabrikationsgebäude |                                                     |
| 09011267 | Nikolaikirchplatz (Lage)                                                      | Nikolaikirche Bestandteil des Ensembles: Nikolaiviertel                                                                  | um 1230, Umbau zur Hallenkirche, Ende 13. Jh.; Hallenumgangschor, um 1379; Neubau des Langhauses, Mitte 15. Jh.; Anbau der Liebfrauenkapelle, 1452; Turmbauten, 1876–1878 von Hermann Blankenstein, Wiederaufbau 1981–1987 (siehe auch Bodendenkmal Nikolaikirchplatz, Nikolaikirche) | Nikolaikirche                                       |
| 09011263 | Parochialstraße 1–3 Jüdenstraße 43–46 Klosterstraße 46 (Lage)                 | Geschäftshaus der Feuersozietät, Verwaltungsgebäude des Magistrats von Berlin Bestandteil des Ensembles: Parochialstraße | 1936–1938 von Franz Arnous, seit 1946 Neues Stadthaus |                                                     |
| 09060100 | Poststraße (Lage)                                                             | Allegorie der Wissenschaft und Klio Bestandteil des Ensembles: Nikolaiviertel                                            | 1860–1871 von Albert Wolff, ursprünglich Sockelfiguren vom Denkmal Friedrich Wilhelm III. | Muse der Geschichtsschreibung                       |
| 09065021 | Poststraße 4-5 (Lage)                                                         | Kurfürstenhaus Bestandteil des Ensembles: Nikolaiviertel                                                                 | 1895–1897 von Carl Gause |                                                     |
| 09065021 | Poststraße 4-5 (Lage)                                                         | Kurfürstenhaus Bestandteil des Ensembles: Nikolaiviertel                                                                 | Erweiterung, 1927 |                                                     |
| 09011270 | Poststraße 16 Mühlendamm (Lage)                                               | Rekonstruktion des Palais Ephraim Bestandteil des Ensembles: Nikolaiviertel                                              | 1985–1987, Original, 1762–1766 von Friedrich Wilhelm Diterichs, um 1935 abgetragen |                                                     |
| 09011272 | Poststraße 23 Nikolaikirchplatz (Lage)                                        | Knoblauchhaus Bestandteil des Ensembles: Nikolaiviertel                                                                  | 1759–1761, Umgestaltung der Fassade 1806, Wiederherstellung 1952, Restaurierung 1986–1989 |                                                     |
| 09060101 | Propststraße (Lage)                                                           | Denkmal Hl. Georg Bestandteil des Ensembles: Nikolaiviertel                                                              | 1849–1853 von August Kiß |                                                     |
| 09011264 | Rathausstraße 15 Gustav-Böß-Straße Jüdenstraße 1–9 Spandauer Straße 24 (Lage) | Rotes Rathaus | 1861–1869 von Hermann Waesemann |                                                     |
| 09011264 | Rathausstraße 15 Gustav-Böß-Straße Jüdenstraße 1–9 Spandauer Straße 24 (Lage) | Rotes Rathaus | 36 Reliefs „Steinerne Chronik“, Wiederherstellung 1950–1958 von Fritz Meinhardt |                                                     |
| 09011282 | Rolandufer Mühlendamm (Lage)                                                  | Mühlendammschleuse mit Wehr                                                                                              | 1936–1942 von der Wasserbaudirektion Kurmark (siehe auch Gesamtanlage Wasserstraßen um die Spreeinsel) | Mühlendammschleuse von der Mühlendammbrücke gesehen |
| 09011055 | Rosenstraße 16–19 Rochstraße (Lage)                                           | Geschäftshaus Bestandteil des Ensembles: Rosenstraße                                                                     | 1894–1895 von Kayser & von Großheim und Otto March | Gebäudeteil Rosenstraße 18-19 von Otto March        |
| 09011281 | Spandauer Straße Karl-Liebknecht-Straße Rathausstraße (Lage)                  | Neptunbrunnen Bestandteil des Ensembles: Ehem. Sozialistische Zentrumsfläche                                             | 1888–1891 von Reinhold Begas (siehe auch Gesamtanlage Gontardstraße) |                                                     |
| 09011320 | Spandauer Straße 1 Anna-Louisa-Karsch-Straße 4 (Lage)                         | Handelshochschule Berlin Bestandteil des Ensembles: Burgstraße                                                           | 1904–1906 von Cremer & Wolffenstein |                                                     |
| 09011321 | Spandauer Straße (Lage)                                                       | Heiliggeistkapelle Bestandteil des Ensembles: Burgstraße                                                                 | um 1390, Umbauten um 1520, Umbau 1906 für Handelshochschule |                                                     |
| 09060102 | Rathausstraße (Lage)                                                          | Standbilder Aufbauhelferin und Aufbauhelfer                                                                              | 1953–1954 von Fritz Cremer |                                                     |
| 09060130 | Spandauer Straße (Lage)                                                       | Marx-Engels-Forum | Figuren von Ludwig Engelhardt, Anordnung Norbert Blum, Jürgen Frenkel, Hans Gutheil; Konzeption 1974–1975, Aufstellung 1986 |                                                     |
| 09060130 | Spandauer Straße (Lage)                                                       | Marx-Engels-Forum | Marmorrelief von Werner Stötzer |                                                     |
| 09060130 | Spandauer Straße (Lage)                                                       | Marx-Engels-Forum | Bronzerelief von Margret Middell |                                                     |
| 09060130 | Spandauer Straße (Lage)                                                       | Marx-Engels-Forum | Edelstahl-Doppelstelen von Friedrich Nostitz mit Fotografien von Arno Fischer, Peter Voigt |                                                     |
| 09060114 | Spreeufer (Lage)                                                              | Zwei Löwen (ursprünglich Molkenmarkt 1–3, vor der Reichsmünze)                                                           | Der Schöpfer der Skulpturen und die Entstehungsgeschichte sind unbekannt. |                                                     |
| 09011255 | Waisenstraße Littenstraße (Lage)                                              | Stadtmauer Bestandteil des Ensembles: Waisenstraße                                                                       | 3 Abschnitte, 1250–1290, Erhöhung im 14. Jh., Sicherung 1948 | nördliches Rudiment                                 |
| 09030083 | Waisenstraße 2 (Lage)                                                         | Wohngebäude Bestandteil des Ensembles: Waisenstraße                                                                      | um 1700, Umbau um 1795, Aufstockung 1877–1878 |                                                     |
| 09011253 | Waisenstraße 14 (ehem. 15) (Lage)                                             | mittleres Wohngebäude und Gaststätte Zur letzten Instanz Bestandteil des Ensembles: Waisenstraße                         | Ende 17. Jh., Erneuerung 1. Hälfte 18. Jh., Wiederaufbau 1961–1963 |                                                     |
| 09011253 | Waisenstraße 14 (ehem. 15) (Lage)                                             | mittleres Wohngebäude und Gaststätte Zur letzten Instanz Bestandteil des Ensembles: Waisenstraße                         | Innenausstattung |                                                     |

## Gartendenkmale
| Nr.      | Lage                                                    | Offizielle Bezeichnung                                    | Beschreibung                                                                    | Bild |
| -------- | ------------------------------------------------------- | --------------------------------------------------------- | ------------------------------------------------------------------------------- | ---- |
| 09010225 | Klosterstraße 66-67 Parochialstraße Waisenstraße (Lage) | Parochialkirchhof Bestandteil des Ensembles: Waisenstraße | 1701 mit Grabstätten und Grabdenkmalen (siehe auch Baudenkmal Klosterstraße 67) |      |
| 09010225 | Klosterstraße 66-67 Parochialstraße Waisenstraße (Lage) | Parochialkirchhof Bestandteil des Ensembles: Waisenstraße | Einfriedungsmauern und Gitter                                                   |      |
| 09010225 | Klosterstraße 66-67 Parochialstraße Waisenstraße (Lage) | Parochialkirchhof Bestandteil des Ensembles: Waisenstraße | 2 Mausoleen                                                                     |      |

## Bodendenkmale
| Nr.      | Lage                                                                                                  | Offizielle Bezeichnung | Beschreibung | Bild |
| -------- | --- | --- | --- | ---- |
| 09010024 | An der Spandauer Brücke (Flurstück Nr. 121) (Lage)                                                    | Fundamente der Berliner Garnisonkirche | 18. Jh. |      |
| 09030075 | Großer Jüdenhof Jüdenstraße Grunerstraße (Lage)                                                       | Großer Jüdenhof Bestandteil des Ensembles: Parochialstraße | Fundamente mittelalterlicher (15. Jh.) und frühneuzeitlicher (18. Jh.) Gebäude |      |
| 09080265 | Heidereutergasse Rosenstraße (Lage)                                                                   | Alte Synagoge Bestandteil des Ensembles: Rosenstraße | Fundamentmauern des 18. und 19. Jh. |      |
| 09097818 | Klosterstraße 73A (Lage)                                                                              | Baureste vom Kreuzgang des Franziskanerklosters | 13./14. Jh., Fundamente vom Berlinischen Gymnasium zum Grauen Kloster, 19./20. Jh. |      |
| 09097819 | Klosterstraße 73A (Lage)                                                                              | Baureste vom Kapitelhaus des Franziskanerklosters | 13.–15. Jh., Fundamente vom Berlinischen Gymnasium zum Grauen Kloster, 19./20. Jh. |      |
| 09097831 | Klosterstraße 73A Grunerstraße Littenstraße (Lage)                                                    | Bereich des ehem. Franziskaner Klosters | unterirdische Reste der Stadtmauer und des späteren Berlinischen Gymnasiums zum Grauen Kloster (siehe auch Baudenkmal Klosterstraße 73A, Klosterkirche und Bodendenkmale Klosterstraße 73A)                           |      |
| 09010173 | Nikolaikirchplatz (Lage)                                                                              | Nikolaikirche Bestandteil des Ensembles: Nikolaiviertel | Reste verschiedener Bauphasen, Friedhof, 12.–15. Jh. (siehe auch Baudenkmal Nikolaikirchplatz, Nikolaikirche) |      |
| 09097782 | Rathausstraße 15 (Lage)                                                                               | Berliner Rathaus | Feldsteinsockelfundamente (um 1300), 24 Backsteinpfeiler mit Gewölbeansätzen (14. Jh.), Backsteinfußboden (16./18. Jh.), Herdstelle (16./17. Jh.), Backsteinbrunnen (18. Jh.); Fundamente der Gerichtslaube (14. Jh.) |      |
| 09010179 | Spandauer Straße (Straßengelände am nördlichen Ende der Spandauer Straße zwischen Nr. 1 und 2) (Lage) | Fundamentreste des Pulverturmes am Spandauer Tor, des Spandauer Tores und angrenzender Gebäude einschließlich verbindender und anschließender Fundamente der Stadtbefestigungsanlagen | ab 13. Jh. |      |
| 09010180 | Spandauer Straße 1–3 (Lage)                                                                           | Fundamente der südlichen Umfassungsmauer des „Hospiz zum Heiligen Geist“ | vermutlich 16. Jh. |      |